# Аболоньє (Смоленський район)
Аболоньє — село в Смоленському районі Смоленської області Росії. Входить до складу Новосельського сільського поселення. Населення — 4 мешканця (2007).
Розташоване в західній частині області за 27 км на північний захід від Смоленська, за 2 км на південний захід від автодороги Р133 Смоленськ — Невель. За 13 км на південь від села розташована залізнична станція О.П. 416-й км на лінії Смоленськ — Вітебськ.

## Історія
У роки Німецько-радянської війни село була окуповане гітлерівськими військами в липні 1941 року, звільнено у вересні 1943 року.